# Limmerkoog
Limmerkoog is een woonplaats in de gemeente Uitgeest, in de Nederlandse provincie Noord-Holland. De plaats ligt tussen de dorpen Uitgeest en Akersloot in.
Dorpen en gehuchten: Assum · Limmerkoog · Uitgeest

Buurtschappen: Busch en Dam (deels) · Groot Dorregeest · Klein Dorregeest (deels)

Noord-Holland: Steden en dorpen in Noord-Holland      Nederland: Provincies · Gemeenten